# Évergnicourt
Évergnicourt es una comuna francesa situada en el departamento de Aisne, de la región de Alta Francia.

## Géografía
Évergnicourt está situada a orillas del río Aisne, a 50 km al este de Soissons y a 20 km al norte de Reims.

## Demografía
| 591 | 562 | 542 | 541 | 548 | 549 | 566 | 578 |
| Para los censos de 1962 a 1999 la población legal corresponde a la población sin duplicidades (Fuente: INSEE [Consultar]) |     |     |     |     |     |     |     |